# پوریجالا
پوریجالا (به لاتین: Purijjala) یک منطقهٔ مسکونی در سری‌لانکا است که در استان مرکزی (سری‌لانکا) واقع شده‌است.